# Gaspard de Clermont-Tonnerre
Pour les articles homonymes, voir Clermont-Tonnerre.

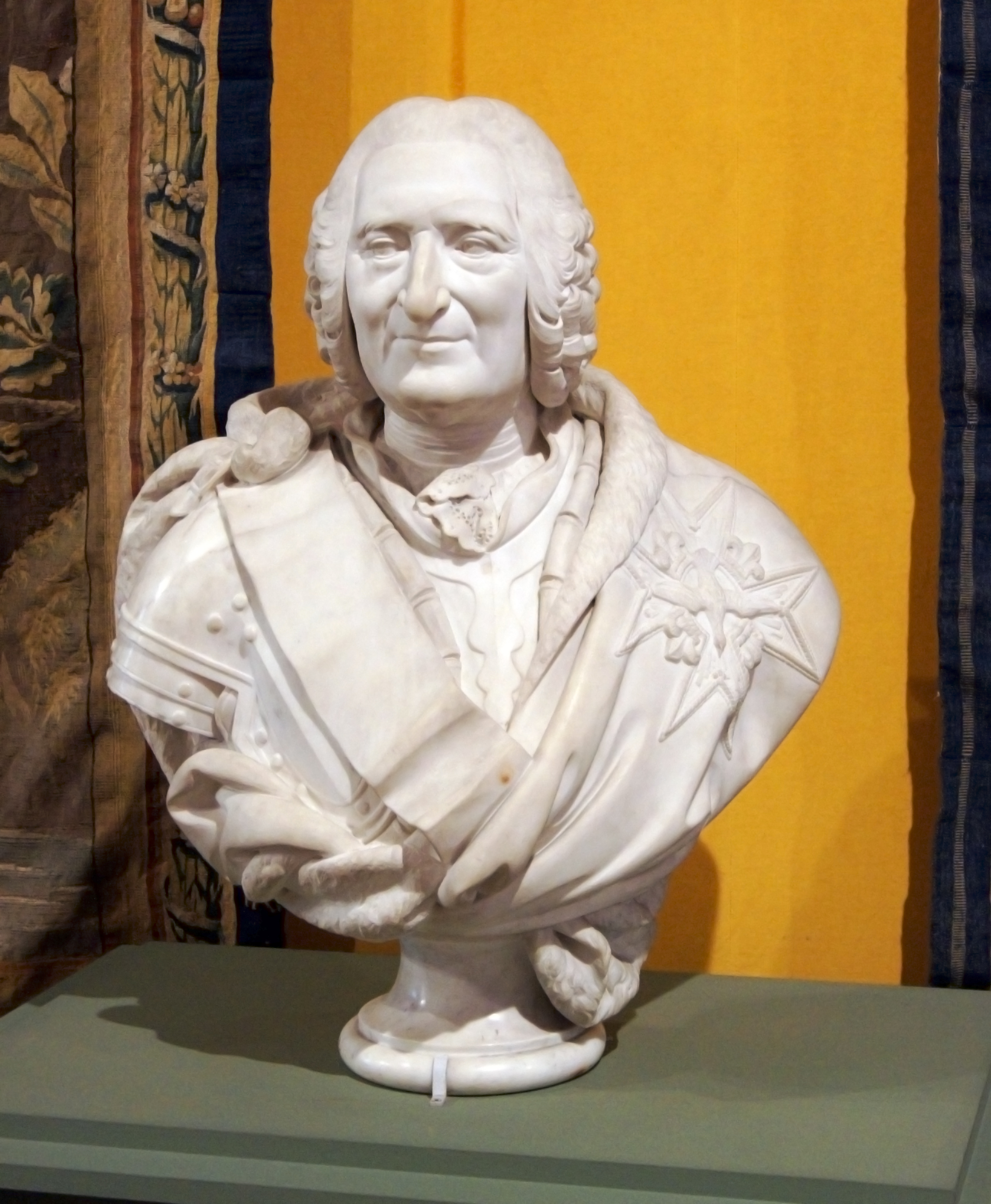
Buste Gaspard de Clermont-Tonnerre (1767)
par Augustin Pajou, marbre, hôtel-Dieu de Beaune

Gaspard de Clermont-Tonnerre, né le 16 août 1688 à Dijon, Côte-d'Or - mort le 16 mars 1781, en l'hôtel Matignon, à Paris, est un noble, descendant de l'une des plus grandes familles du royaume — remontant au XIe siècle — et un militaire français du XVIIIe siècle, marquis de Cruzy et de Vauvillers (dit de Clermont-Tonnerre), puis duc de Clermont-Tonnerre — il est le premier duc de Clermont-Tonnerre — et pair de France, seigneur de Mangevel, comte d'Epinac, seigneur de Maugevel, de Champlâtreux, de Saintry, de Mazeline, de Mangevelle, de Pont du Bois, de Selles, premier baron, connétable et grand-maître héréditaire de Dauphiné, maréchal de France, puis doyen des maréchaux de France.

## Biographie

### Carrière militaire
Gaspard de Clermont-Tonnerre fait une carrière militaire brillante dans les armées de Louis XV. Cornette et capitaine de cavalerie en 1703. Il participe aux batailles de Höchstädt (1704), d'Audenarde (1708) et de Malplaquet (1709). Il devient maître de camp d'un régiment de cavalerie qui porte son nom en 1709. Commissaire-général de la cavalerie légère, puis brigadier des Armées du Roi, le 1er janvier 1716. En 1717, il est fait chevalier de l'Ordre royal et militaire de Saint-Louis, puis commandeur en 1720. Le 3 juin 1724, dans la chapelle du château de Versailles, il est reçu dans l'ordre du Saint-Esprit, dans la troisième promotion du règne de Louis XV.
Il est fait maréchal de camp en 1733 et gouverneur de Mont-Dauphin à la frontière du Dauphiné, le 29 mai 1734. Il commande toutes les forces de cavalerie pendant les campagnes de 1733 et 1734 en Allemagne, dans le cadre de la Guerre de Succession de Pologne, en l'absence du comte d'Évreux. Il est fait lieutenant-général des armées du roi lors de la promotion du 1er août 1734.
Au mois de janvier 1739, il est nommé gouverneur de la ville et de la citadelle de Belfort (alors en Alsace), poste laissé vacant par la mort du maréchal du Bourg. Il démissionne du gouvernement de Mont-Dauphin.
Il s'illustre en 1745 à la bataille de Fontenoy aux côtés de Maurice de Saxe contre les anglo-hollandais. Il intervient d'une façon décisive à la tête de la cavalerie, en dirigeant une attaque fulgurante qui disloque le carré ennemi et permet de remporter une victoire qui fut longtemps indécise.
Après la bataille de Lauffeld, le 17 septembre 1747, Gaspard de Clermont-Tonnerre est nommé maréchal de France. La même année, il renonce à charge de maître de camp-général de la cavalerie et il est fait lieutenant-général de la province du Dauphiné. Il entre au Parlement de Grenoble en 1765.
Le 11 juin 1775, lors du sacre de Louis XVI en la cathédrale de Reims, Gaspard de Clermont-Tonnerre, alors âgé de 87 ans, en sa qualité de doyen des maréchaux du royaume, a l'honneur — comme il est d'usage — de tenir pendant la cérémonie, « Joyeuse », l'épée de Charlemagne. Louis XVI, à cette occasion, élève le maréchal à la dignité de duc et de pair de France.
Le duc Gaspard de Clermont-Tonnerre meurt le 16 mars 1781 à 93 ans, âge respectable pour l'époque.

### Le château de Vauvillers
De 1715 à 1723, il fait construire sur ses terres, aux confins de la Champagne, la Lorraine et la Franche-Comté, dans le nord de l'actuel département de la Haute-Saône, le château de Vauvillers, surmonté d'une toiture de tuiles vernissées de plusieurs couleurs, comme aux hospices de Beaune.
Il aime venir s'y reposer entre deux campagnes. Avec l'âge, ses séjours à Vauvillers s'allongent de plus en plus. Il en profite pour gérer directement les affaires de la seigneurie, régler les contentieux, assainir l'économie du fief, ce qui permet de rouvrir des forges. Le 28 mars 1768, il accepte le projet pour la construction d'une église pour le village, qu'il souhaite beaucoup plus spacieuse. Elle est achevée en 1773, et ne subit que peu de modifications depuis lors.

## Famille et descendance
Le 10 avril 1714, il épouse à Paris Antoinette de Saint-Germain Potier de Novion (1685-27 août 1754 ; fille de Louis-Nicolas et d'Antoinette Le Comte de Montauglan), avec laquelle il a quatre enfants :
1. Jules Charles Henri, (° 6 avril 1720 - † 26 juillet 1794), duc de Clermont-Tonnerre.
2. Madeleine-Louise Jeanne (° 19 mars 1722 - † 27 juillet 1769) épouse de François-Louis-Antoine de Bourbon Busset (1722-1793), ancêtres de la Vénérable Anne de Guigné (1911-1922).
3. François Joseph (° 12 janvier 1727 - † 30 avril 1809), marquis de Clermont-Tonnerre, père de Stanislas de Clermont-Tonnerre.
4. Jean-Louis Aynard de Clermont-Tonnerre (° 30 août 1724 - † 26 février 1801), chapelain de Saint-Siméon de Saulx-le-Duc, puis le 13 avril 1743 abbé commendataire de Luxeuil. Licencié en théologie il est vicaire général du diocèse de Dijon. Le 3 juin 1771 il est nommé abbé de Saint-Pierre de Melun.

Devenu veuf, il se remarie par contrat du 7 octobre 1755 avec Marguerite Pauline de Prondre (qui décède en juillet 1756), veuve du marquis de La Rochefoucauld.

## Sources
- Dictionnaire de la noblesse, contenant les généalogies, l'histoire & la chronologie des familles nobles en France sur Google Livres